# キャプテンザップ
キャプテンザップ（CAPTAIN ZAPP）は1985年にユニバーサル（後のユニバーサルエンターテインメント）からリリースされたレーザーディスクゲームであるが、日本国内では発売されなかった。

## 解説
前作『スーパードンキホーテ』のシステムを持ち、各ステージでの「アクシデント」（無差別に攻撃してくるモンスターや罠など）をレバーやボタン（レーザーガンを撃つとき、ジャンプするときに押す）で操作する。操作ミスをしたり敵の攻撃を受けるとライフがひとつ減る。ライフがゼロになるとその時点でゲームオーバーとなってしまうが、コンティニューでそのままゲームを続行できる機能が付けられた。シネマトロニクスから発売された『スペースエース』よりも難易度は低めになっている。